# (4135) Svetlanov
(4135) Svetlanov – planetoida z pasa głównego asteroid okrążająca Słońce w ciągu 4 lat i 242 dni w średniej odległości 2,79 j.a. Została odkryta 14 sierpnia 1966 roku. Przed nadaniem nazwy planetoida nosiła oznaczenie tymczasowe (4135) 1966 PG.